# Плёк-Л’Эрмитаж
Плёк-Л’Эрмитаж (фр. Plœuc-L'Hermitage) — новая коммуна на северо-западе Франции, находится в регионе Бретань, департамент Кот-д’Армор, округ Сен-Бриё, кантон Плентель. Расположена в 94 км к западу от Ренна и в 21 км к югу от Сен-Бриё.
Население (2019) — 4 103 человека.

## История
Коммуна образована 1 января 2016 года путем слияния коммун Л’Эрмитаж-Лорж и Плёк-сюр-Лье. Центром новой коммуны является Плёк-сюр-Лье. От него к новой коммуне перешли почтовый индекс и код INSEE. На картах в качестве координат Плёк-Л’Эрмитаж указываются координаты Плёк-сюр-Лье.

## Достопримечательности
- Шато Лорж XVIII века
- Церковь Нотр-Дам XVI—XVIII веков в Л’Эрмитаж-Лорж
- Шато Корбьер XVI—XVIII веков
- Усадьба Терт (1689 год)
- Усадьба Виль-Руо (XVIII век)
- Усадьба Ланд-Вало (XVII—XVIII века)
- Усадьба Вьёвиль (XVII век)
- Фонтан Сент-Элуа (XVII век)
- Менгир Бейо (эпоха неолита)
- Церковь Святого Петра в Плёк-сюр-Лье
- Крест Святого Ламбера в лесу Лорж

## Экономика
Структура занятости населения:
- сельское хозяйство — 12,9 %
- промышленность — 6,3 %
- строительство — 2,3 %
- торговля, транспорт и сфера услуг — 33,3 %
- государственные и муниципальные службы — 45,2 %

Уровень безработицы (2018) — 11,3 % (Франция в целом —  13,4 %, департамент Кот-д’Армор — 11,5 %). 

Среднегодовой доход на 1 человека, евро (2018) — 20 330 (Франция в целом — 21 730, департамент Кот-д’Армор — 21 230).

## Администрация
Пост мэра Плёк-Л’Эрмитажа с 2016 года занимает Тибо Гиньяр (Thibaut Guignard), с 2014 года занимавший пост мэра Плёк-сюр-Лье. На муниципальных выборах 2020 года возглавляемый им правый список был единственным.
| Период | Период | Фамилия     | Партия                                                | Примечания                                                                                |
| ------ | ------ | ----------- | ----------------------------------------------------- | ----------------------------------------------------------------------------------------- |
| 2016   |        | Тибо Гиньяр | Союз за народное движение Республиканцы Разные правые | птицевод, бывший помощник депутата, первый вице-президент Совета департамента (2015-2020) |

## Галерея

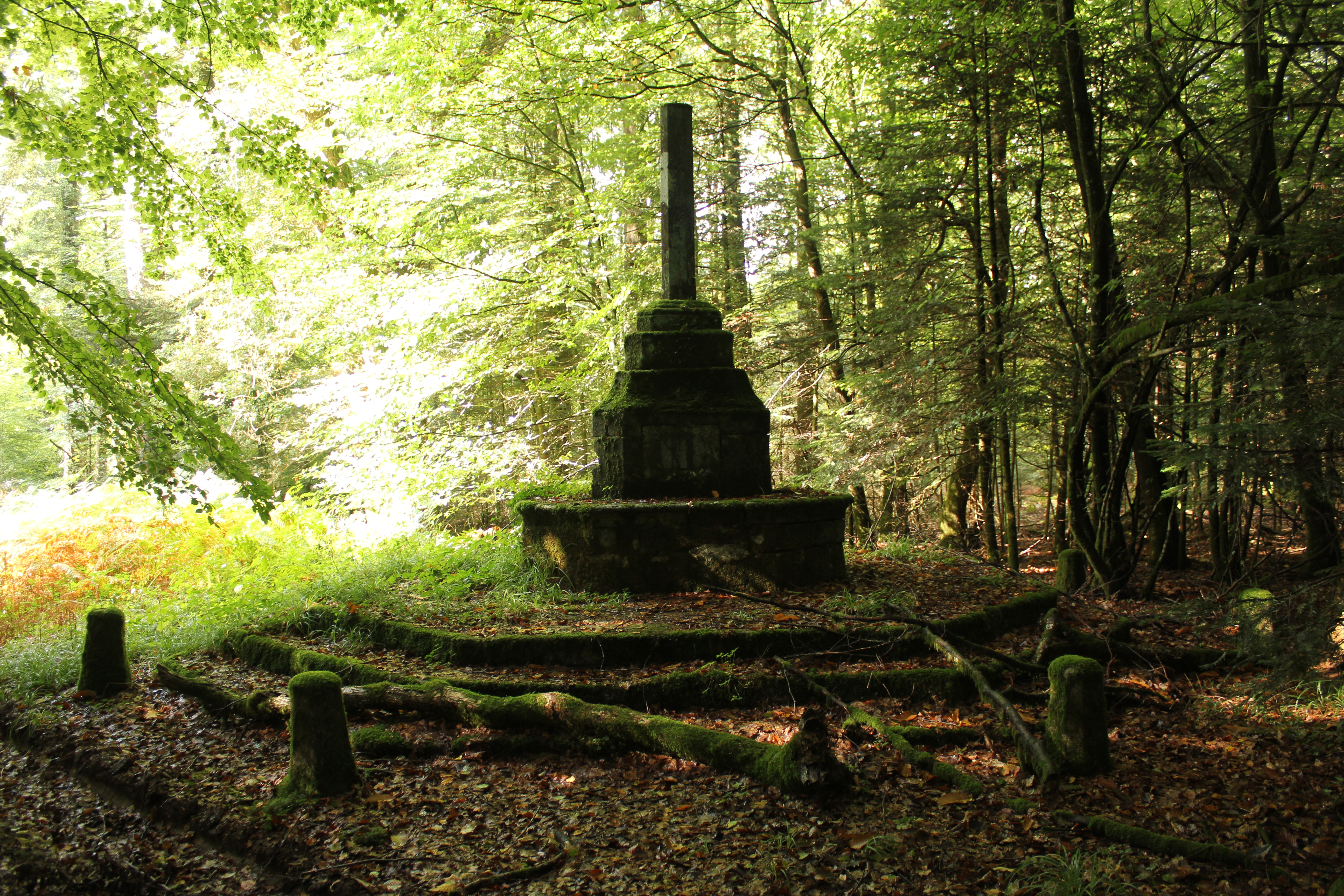
Крест Святого Ламбера
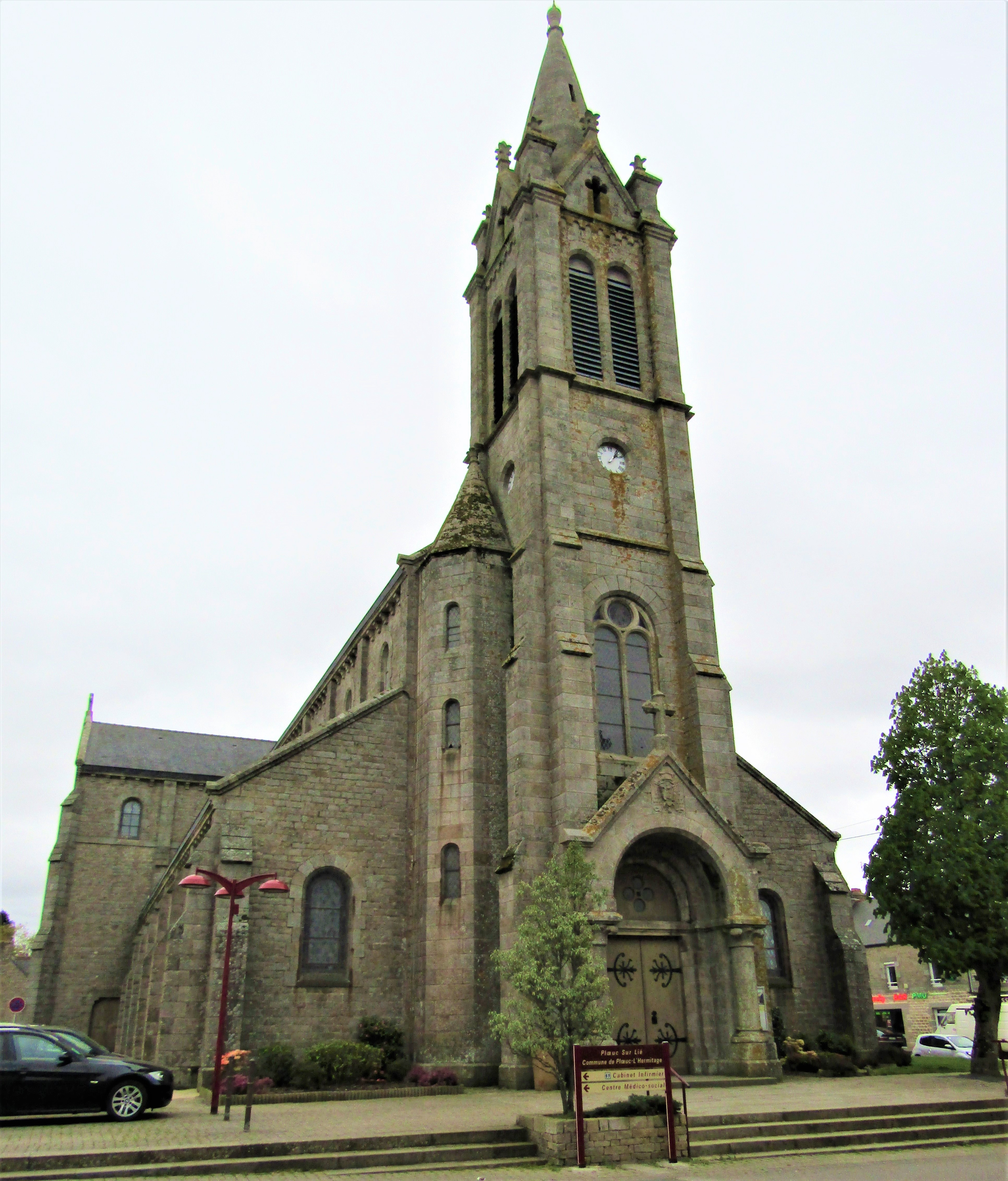
Церковь Святого Петра